# Pierre Beaudet
Pour les articles homonymes, voir Beaudet.
Pierre Beaudet, né le 13 octobre 1950 à Montréal et mort le 8 mars 2022 dans cette même ville, est un sociologue et professeur en développement international québécois. 
Militant internationaliste dès les années 1960, son parcours l’amene à œuvrer en solidarité internationale jusqu'à ses derniers jours, notamment au sein d'organisations non-gouvernementales dont Alternatives, qu'il cofonde en 1994.
Il réalise de nombreux mandats de consultation pour des organismes de développement internationaux. Il est aussi l'auteur de nombreux ouvrages sur le développement et la coopération internationale. Il codirige sept éditions des textes Introduction to International Development et Enjeux et défis du développement international.

## Parcours professionnel
Après plusieurs années de militantisme au sein de mouvements étudiants et politiques, il rejoint le Centre de recherche et d’information sur le Québec (Montréal) en 1972. En 1977, il devient responsable de la recherche et de la documentation au Service universitaire canadien outre-mer (SUCO). En 1983, il cofonde le Centre d’information et de documentation sur le Mozambique et l’Afrique australe (CIDMAA), qu'il dirige jusqu'en 1994. En 1988, il passe près de deux ans en Afrique du Sud, en collaborant notamment avec le Labour and Economic Research Center (Johannesbourg). À son retour à Montréal, il cofonde le Centre de recherches arabes pour le développement (CEAD).
Avec la création d'Alternatives en 1994, Beaudet et ses collègues visent la mise en réseau, la promotion et la construction d’initiatives novatrices des mouvements populaires et sociaux luttant en faveur des droits économiques, sociaux, politiques, culturels et environnementaux. Beaudet dirige Alternatives jusqu'en 2006, et de nouveau en 2021 jusqu'à sa mort en 2022. 
En 2006, Beaudet devient professeur à l'Université d'Ottawa, où il contribue à la formation de centaines d’étudiants. Il est notamment Directeur adjoint de l'École de développement international et mondialisation de l'Université d'Ottawa entre 2006 et 2017. De 2018 jusqu'à décembre 2021, il enseigne à l’Université du Québec en Outaouais (UQO). 
Pendant toutes ces années, Beaudet réalise de nombreux mandats de consultation pour des organismes incluant l’Agence canadienne de développement international (ACDI), le Centre de recherches pour le développement international (CRDI), le Programme des Nations unies pour le développement (PNUD), le Conseil canadien pour la coopération internationale (CCCI), Oxfam-Canada et la Fondation Paul-Gérin-Lajoie.
Il contribue également à l'organisation de nombreuses conférences et autres évènements. Avec Samir Amin, Gustave Massiah et d'autres collaborateurs, il contribue à lancer le Forum mondial des alternatives (FMA) en 1998. Dans les années 2000, Beaudet contribue activement à l'organisation du Forum social mondial (incluant ses éditions au Brésil, en Tunisie et à Montréal), le Sommet des peuples des Amériques, le Forum social des peuples du Canada, et beaucoup d'autres conférences.
Il est rédacteur des Nouveaux Cahiers du socialisme (NCS) et cofondateur de Plateforme altermondialiste, un site d’informations et d’analyses dédié à la solidarité et au développement international. Il contribue à de nombreux articles de la revue Presse toi à gauche !, ainsi qu'au quotidien Le Devoir et au journal Le Monde diplomatique. Ces articles couvrent une grande diversité de sujets, incluant les enjeux de développement économique, les droits humains, la démocratie participative, les inégalités économiques, le syndicalisme, l'impérialisme, les mouvements de libération nationale en Afrique du Sud, en Palestine et ailleurs, le mouvement indépendantiste au Québec, le marxisme et le socialisme.
Pierre Beaudet est titulaire d'un doctorat en sociologie (Université du Québec à Montréal, 1990).

### Ouvrages écrits
- Socialisme et démocratie dans le Québec des années 1970-80, Montréal, Nota Bene, 2016
- (en) Paul Haslam, Jessica Schafer et Pierre Beaudet, Introduction to International Development, Oxford Press, 2016, 3e éd.
  - 2e édition, 2012
  - 1re édition, 2008
  - Également traduits en français aux Presses de l’Université d’Ottawa.
- Les socialistes et la question nationale, Paris, L'Harmattan, 2015
- Lénine au-delà de Lénine, Montréal, M Éditeur, 2014 (lire en ligne [PDF])
- Pierre Beaudet, Raphaël Canet et Amélie Nyugen, Passer à l’action. La coopération et la solidarité internationale aujourd’hui, Montréal, M Éditeurs, 2013
- Andrea Martinez, Stephen Baranyi et Pierre Beaudet, Haïti aujourd’hui, Haïti demain, regards croisés, Presses de l’Université d’Ottawa, 2011
- Qui aide qui ? : Une brève histoire de la solidarité internationale au Québec, Montréal, Boréal, 2009
- On a raison de se révolter, chronique des années 1970, Montréal, Écosociété, 2008
- Maintenant que nous sommes libres, l’Afrique du Sud après l’apartheid, Paris, L'Harmattan, 1995
- L'Angola, bilan d’un socialisme de guerre, Paris, L'Harmattan, 1994
- Les grandes mutations de l'apartheid, Paris, L'Harmattan, 1993

### Ouvrages dirigés
- Pierre Beaudet (dir.) et Thierry Drapeau (dir.), L’internationale sera le genre humain, Montréal, M Éditeur, 2015
- Pierre Beaudet (dir.) et Paul Haslam (dir.), Enjeux et défis du développement international, Presses de l’Université d’Ottawa, 2014
- Álvaro García Linera, José Carlos Mariátegui et Pierre Beaudet (dir.), Indianisme et paysannerie en Amérique latine : Socialisme et libération nationale, Montréal, M Éditeur, 2012
- Pierre Beaudet (dir.), Raphaël Canet (dir.) et Marie-Josée Massicotte (dir.), L’altermondialisme, Forums sociaux, résistances et nouvelle culture politique, Éditions Écosociété, 2010

### Numéros de revues édités
- Pierre Beaudet (dir.) et al., Démocratie, Entre dérives et recomposition, Nouveaux Cahiers du socialisme, janvier 2016
- Pierre Beaudet (dir.) et al., Impérialismes au vingtième siècle, Nouveaux Cahiers du socialisme, janvier 2015
- Pierre Beaudet, Raphaël Canet, Serge Denis, Richard Fidler, Dan Fukurawa Marques, Andreane Gagnon, Susan Spronk et David Welch, La question canadienne, Nouveaux Cahiers du socialisme, janvier 2013
- Pierre Beaudet, Ahmed Soussi Sid et Frederick-Guillaume Dufour, Du prolétariat au précariat, Nouveaux Cahiers du socialisme, janvier 2012
- Pierre Beaudet (dir.), Anne-Claire Gayet (dir.), Thomas Florence (dir.) et Nathalie Mondain (dir.), Migrations, acteurs, stratégies, résistances, Nouveaux Cahiers du socialisme, janvier 2011
- Pierre Beaudet (dir.) et René Charest (dir.), État, pouvoir et contre-pouvoir, Nouveaux Cahiers du socialisme, 2010
- Pierre Beaudet (dir.), Leur crise, Nouveaux Cahiers du socialisme, 2009
- Pierre Beaudet (dir.), Les classes sociales au Québec, Nouveaux Cahiers du socialisme, 2008

### Chapitres de livres avec comité de lecture
- (en) « Globalization and development », dans Pierre Beaudet, Paul Haslam et Jessica Shafer, Introduction to International Development, Oxford Press, 2016, 3e éd.
- (en) « In search of the modern prince: the Quebec student strike », dans Leo Panitch, Socialist Register, 2016
- « Les mobilisations étudiantes du printemps 2012 au Québec », dans Meunier Martin (dir.), Le Québec et ses mutations culturelles, Presses de l’Université d’Ottawa, 2016
- Pierre Beaudet et Anne Latendresse, « Le Moyen-Orient, ruptures et continuités », dans Juan-Luis Klein et Frédéric Lasserre, Le monde dans tous ses états, 2016, 3 Presse de l'Université du Québec éd.
- (en) « Challenges of Globalization », dans Lorne Tepperman, Patrizia Albanese et Jim Curtis, Sociology: A Canadian Perspective, Oxford Press, 2016, 4e éd.
- « La guerre en Afghanistan et l’intervention humanitaire canadienne », dans Joseph Yvon Thériault et al., L'Humanitaire. De l'idée d'humanité aux crises humanitaires, Athéna, 2015
- « L’État et le développement », dans Pierre Beaudet et Paul Haslam (dir.), Enjeux et défis du développement international, Presses de l’Université d’Ottawa, 2014
- (es) « Desarrolo y globalizacion », dans Daniel Lemus et Martha Loaiza, Sociedad civil, democratization y cooperacion international para el desaroolo en los mundus regionales, Guajalajara, CGEC Tecnológico de Monterrey, 2012
- « Le développement face aux enjeux de la mondialisation », dans Pierre Beaudet, Jessica Schafer et Paul Haslam (dir.), Introduction au développement international, Presses de l’Université d’Ottawa, 2008, p. 87-106

### Articles publiés dans revues avec comités de lecture
- « Mouvements populaires et luttes populaires au Québec », Revue internationale stratégique, no 93,‎ 2014, p. 101-108 (lire en ligne)
- (en) Nassar Ibrahim et Pierre Beaudet, « Effective aid in the Occupied Palestinian Territories? », Conflict, Security and Development, vol. 12, no 5,‎ décembre 2012 (lire en ligne)
- « Le "laboratoire" afghan : le canada et l'aide à la reconstruction de l'Afganistan », Revue canadienne d’études du développement, vol. 29,‎ 2010, p. 503-518
- « Contraintes et défis du mouvement social », Nouvelles pratiques sociales, vol. 21, no 2 « Les médiations en question »,‎ 2009, p. 208-221 (lire en ligne)
- « L’intervention humanitaire canadienne entre l’instrumentalisation et le soutien aux populations en détresse », Géostratégiques, no 16 « Les O.N.G. »,‎ 2008